# Anadyrskij rajon
L'Anadyrskij rajon è un rajon (distretto) del Circondario autonomo di Čukotka, nella Russia siberiana nordorientale. Il capoluogo è la città di Anadyr', che non fa parte del distretto.
Nel distretto sono presenti due insediamenti di tipo urbano: Ugol'nye Kopi e Beringovskij.